# Способи підривання
Способи підривання (висадження) (рос. взрывания способы, англ. methods of explosion, нім. Sprengverfahren n) — сукупність прийомів висаджування зарядів ВР в заданій послідовності і в заданий момент часу з використанням засобів, що забезпечують безпеку вибуху. В.с. класифікуються залежно від: застосовуваних засобів — висадження вогневе, електричне, електровогневе, детонуючим шнуром. Залежно від інтервалів між вибухами окремих зарядів в серії розрізняють такі В.с.: миттєве, уповільнене, короткоуповільнене. Крім того, є В.с. однорядні або багаторядні на вільну поверхню та в затиснутих умовах.